# Croismare
Croismare település Franciaországban, Meurthe-et-Moselle megyében. Lakosainak száma 632 fő (2022. január 1.). Croismare Chanteheux, Crion, Jolivet, Laneuveville-aux-Bois, Marainviller, Moncel-lès-Lunéville és Sionviller községekkel határos.

## Népesség
A település népességének változása:
| Lakosok száma | 668  | 617  | 638  | 611  | 608  | 621  | 640  | 647  | 645  | 632  |
|               | 1968 | 1982 | 1990 | 2006 | 2013 | 2015 | 2017 | 2019 | 2020 | 2022 |